# AV Flash
AV Flash (voluit Arcense Volleybalclub Flash) is een volleybalclub uit Arcen, gemeente Venlo. De club is opgericht in 1968. De wedstrijden worden gespeeld in sporthal de Schans. De club bestaat uit meerdere mannen/vrouwen ploegen en heeft ook meerdere ploegen actief binnen jeugdcompetities.